# Beatriz Michelena
Beatriz Michelena (22 de febrero de 1890 – 10 de octubre de 1942) fue una actriz y cantante estadounidense de origen venezolano de la época del cine mudo, conocida por su voz de soprano de ópera y sus apariciones en el teatro musical. Fue una de las pocas estrellas latinas visibles en la industria cinematográfica de Estados Unidos en la década de 1910. Fue una de las protagonistas de cada proyecto cinematográfico en el que participó y, tras el fracaso de la California Motion Picture Company, cofundó una productora con su esposo George E. Middleton, produciendo cuatro de sus películas.
Escribió artículos populares para periódicos, incluida una columna de consejos para chicas, en la que describía cómo era ser actriz y respondía a las preguntas de los lectores. Para los lectores adultos, Michelena escribió otros artículos, como una historia de la industria cinematográfica. En 1920, cuando dejó de hacer películas, retomó su carrera como cantante.
Michelena desapareció de la historiografía durante muchos años, pero su lugar en la historia ha sido reexaminado recientemente; fue mencionada en 2002 en una proclamación presidencial y su película de 1914 Salomy Jane disfrutó de un reestreno limitado en 2008.

## Primeros años

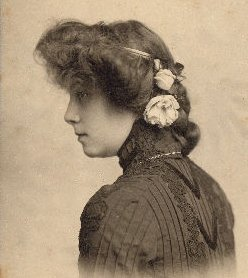
Michelena en el Princess Chic Opera Co., c. 1901

Beatriz Michelena nació en Nueva York en 1890, seis años después que su hermana Vera Michelena. Su padre era el famoso tenor Fernando Michelena, de padres españoles establecidos en Caracas, Venezuela, donde nació. Su madre, Frances Lenord, era soprano de ópera y pianista.
Durante gran parte de su infancia, los padres de Michelena hicieron giras con la Emma Abbott Grand Opera Company, una compañía de teatro ambulante que representaba óperas famosas traducidas al inglés para el público estadounidense. Más tarde, el padre de Beatriz impartió clases de música y trabajó como profesor de canto y, en el momento de su muerte, era presidente del Arrillaga Musical College de San Francisco. Beatriz y sus hermanas Vera y Teresa Luisa recibieron formación de su padre en canto clásico y estudios de arte dramático, y siguieron sus pasos iniciando sus propias carreras como cantantes.
Vera actuó por primera vez en la compañía Princess Chic Opera (1901) a los 17 años, interpretando un papel principal en The Man from China (1904). Beatriz también actuó con Princess Chic en 1901, interpretando papeles de coro adecuados para una niña de 11 años. A mediados de 1904, con Vera ocupada en su carrera en Nueva York, Fernando Michelena se instaló en San Francisco, California, para enseñar canto. Allí crio a Beatriz y continuó formándola, como soprano, en técnicas vocales operísticas. Transmitió a su hija su experiencia escénica: la manera de moverse como otra persona, de realizar gestos sencillos pero autoritarios y de crear intensidad a lo largo de una actuación. Maria Antonia Field, escritora californiana, relataría más tarde su época como alumna del padre de Michelena en su libro Five Years of Vocal Study under Fernando Michelena.

## Matrimonio y carrera teatral
El domingo 3 de marzo de 1907, Michelena se casó con George E. Middleton, un importante vendedor de automóviles de San Francisco, la "feliz culminación" de un romance que había comenzado en su época escolar. La boda privada tuvo lugar en el número 232 Divisadero Street, en casa de los padres de la dama de honor Margaret McGovern, "amiga de toda la vida de la novia". El juez Thomas F. Graham ofició la ceremonia. La pareja pasó unas semanas de luna de miel en Los Ángeles.
Middleton era el director de la Middleton Motor Car Company y el hijo de un magnate de la madera de California. Presentó a Michelena a sus amigos de la alta sociedad y a sus socios comerciales, incluidos los administradores de la herencia de Charles Crocker, que habían reconstruido el St. Francis Hotel tras el terremoto y el incendio de 1906.

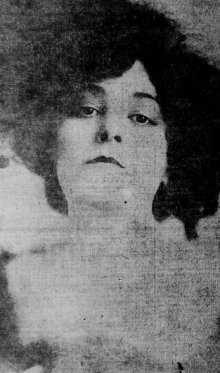
Michelena en 1910

Tras dos años de ausencia en el teatro, en octubre de 1910, "Beatriz Michelena Middleton" recibió una "ovación completa" en el Garrick Theater por su papel en The White Hen, una comedia musical ambientada en Austria. El comediante Max Dill, líder de la compañía de actores, fue la estrella del espectáculo, recibiendo 14 minutos de aplausos al entrar en escena. Por su actuación, Michelena recibió flores por valor de "una pequeña fortuna", según el escritor teatral del San Francisco Call, Walter Anthony. La actriz protagonista, Lora Lieb, nativa de San Francisco pero desconocida como intérprete, se llevó menos aplausos.
Middleton y Michelena concedieron una entrevista a Anthony después de que The White Hen fuera un éxito consolidado. Middleton dijo que había mantenido a su mujer alejada de los escenarios, que "no le gustaba la idea de la comedia musical", pero que no se habría opuesto a que ella apareciera en la "gran ópera". No obstante, aceptó una oferta de Max Dill. Michelena dijo que hasta entonces había pasado su vida de casada estudiando para interpretar tres papeles de ópera: Carmen y Micaëla en Carmen, y Violetta Valéry en La traviata. Afirmó que, antes de aparecer en el Garrick Theater, había temido perder su formación escénica. Michelena dijo que tuvo que superar sus miedos, así como las objeciones de su esposo.
A finales de noviembre, Michelena abandonó la compañía de Dill, denunciando que en la publicidad teatral la habían puesto debajo de Lora Lieb, en contra de lo acordado con el gerente de la compañía, Nat A. Magner. Dijo que se negaba a poner su famoso apellido en segundo lugar.
El 6 de diciembre de 1910, un artículo del Call contaba que Michelena y su hermana habían sido "descubiertas" siete años antes por John Slocum, el mánager que trabajaba con las chicas en la compañía Princess Chic. Según el artículo, Slocum había intentado que Michelena firmara un contrato de larga duración, pero Middleton, "el atleta y hombre de club de la ciudad", con quien se había casado, le había ganado la partida. Una semana antes, Michelena había "causado sensación" al dimitir de la compañía Max Dill, pero posteriormente aceptó aparecer durante cuatro representaciones en la producción itinerante de Slocum The Kissing Girl, en la que normalmente actuaba la buena amiga de Michelena, la actriz Texas Guinan, que estaba dispuesta a retirarse durante unos días mientras Michelena cubría el papel protagonista de Christina. Michelena fue citada diciendo,

"Leo Cooper, hace siete años, insistió en que el Sr. Slocum oyera cantar a dos jóvenes. Las jóvenes éramos Vera y yo. Tuvo la bondad de confiar en nosotras y nos dio un puesto en su compañía 'Princess Chic', donde ascendimos después, gracias a su estímulo y ayuda, a puestos de prima donna. En memoria de estas gentilezas del pasado y porque me encanta el trabajo, he estado encantada de decir 'sí' a su petición de que aparezca con su compañía unas cuantas veces para Auld Lang Syne antes de que 'The Kissing Girl' siga su camino osculatorio".

Tras las tres representaciones en San Francisco y una en Oakland, Michelena y su marido se sentaron entre el público para ver a Guinan interpretar el papel principal de la obra en el Victory Theater de San José el 15 de diciembre.
Michelena destacó en un papel de cantante en The Tik-Tok Man of Oz en 1913. Ese año, durante la temporada de otoño, Michelena fue una de las estrellas de la Mechanics' Fair, una exposición de ingeniería y automóviles en San Francisco. A continuación, cantó en la inauguración de la Autopista Lincoln, la primera carretera transcontinental del país. El 31 de octubre de 1913, la Motor Car Dealers' Association organizó la celebración del final occidental en el Valencia Theatre de San Francisco.

## California Motion Picture Company
Middleton fundó la California Motion Picture Company en San Rafael en 1912 con el fin de rodar material promocional de los automóviles que vendía. Decidió que su guapa esposa podría protagonizar películas realizadas por su empresa. En 1914, Middleton y Michelena estaban rodando tres películas importantes al mismo tiempo.

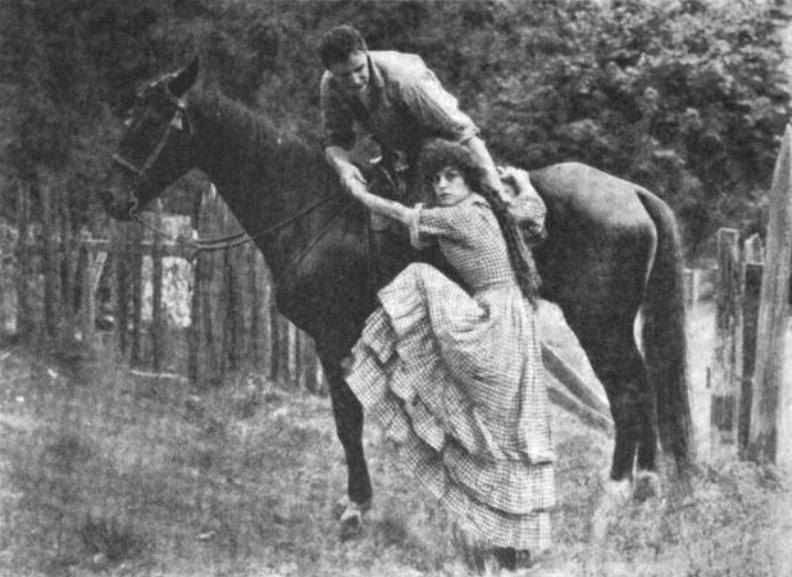
Durante el rodaje de Salomy Jane, Michelena posó para un fotograma publicitario con el protagonista House Peters.

El primer largometraje realizado por el CMPC fue Salomy Jane, proyectado inicialmente en el St. Francis Hotel sólo con invitación. El papel de Michelena era Salomy Jane Clay, de Bret Harte, una enérgica hija de un minero emigrante. Es cortejada por cuatro hombres, pero prefiere al quinto, interpretado por el galán británico House Peters.
La película se distribuyó de forma limitada en todo el país y fue considerada un éxito por los espectadores, que quedaron impresionados por el salvaje paisaje californiano: secuoyas gigantes, carreteras serpenteantes que abrazan acantilados rocosos y el río Ruso. La interpretación dominante de Michelena en el papel principal también fue un atractivo. La periodista Josephine Clifford McCracken escribió sobre ella en el número de junio de 1915 de Overland Monthly:

"Hija de un renombrado tenor de los días pioneros de San Francisco, ella misma una prima donna con un lugar asegurado en el escenario operístico moderno, una chica con una rica tradición artística a sus espaldas, los dones de Miss Michelena no se detienen ahí. Posee una rara belleza, vivacidad, ingenio, logros intelectuales y gracia atlética".

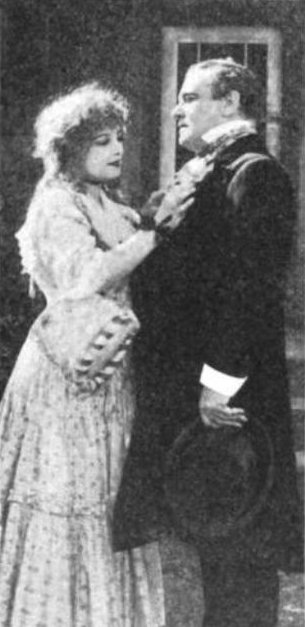
Michelena con Andrew Robson en The Lily of Poverty Flat (1915)

Uno de los lugares de rodaje de la CMPC era una propiedad familiar cerca de Boulder Creek, California, donde el padre de Middleton había establecido una explotación maderera conocida como Middleton Tract. Otros lugares de rodaje incluían zonas no urbanizadas de los condados de Sonoma, Santa Cruz y Marin. En San Rafael, el estudio contaba con un gran edificio con paredes y techo de cristal que dejaba pasar la luz pero no el viento, de modo que el rodaje de las escenas de interior podía realizarse a plena luz sin el revelador aleteo de los manteles y la ropa arrastrados por las ráfagas. Considerada cara en aquella época, la empresa utilizaba una cámara cinematográfica Bell & Howell de $1.250, cuyo valor actual es de unos $37.600. La cámara tenía capacidad para dos carretes de película, de modo que se hacían dos negativos de cada escena. Una segunda cámara de $700 proporcionaba un tercer carrete de la misma escena, desde otra perspectiva.
Aunque Salomy Jane no generó beneficios (probablemente debido a los canales de distribución de segunda fila), su favorable acogida convenció a Middleton de que su mujer podía desafiar a la estrella de cine más importante del mundo, Mary Pickford. A partir de entonces, todas las películas de la CMPC se concibieron como un vehículo estelar para Michelena. Desgraciadamente, el ego de Michelena creció con las críticas elogiosas de sus habilidades, y sus demandas de tratamiento de estrella supusieron mayores gastos para las producciones, que siguieron perdiendo dinero. Mignon, The Lily of Poverty Flat, A Phyllis of the Sierras, Salvation Nell y The Rose of the Misty Pool no obtuvieron beneficios, y una fastuosa producción de Faust, que estaba en marcha en 1915, no se terminó hasta finales de año. Faust no se terminó en enero de 1916, y el presidente de CMPC, Herbert Payne, cerró la compañía cinematográfica y se declaró en quiebra. Faust nunca se estrenó.

## Guion

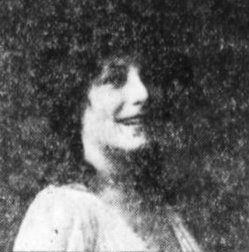
Foto de la columna de Michelena en el periódico

En 1915 y 1916, Michelena escribió la columna periódica "Talks with Screen-struck Girls", que al principio publicaba los martes el San Rafael Independent,  pero que luego apareció los domingos en otros periódicos: San Francisco Examiner y Prescott Journal-Miner (Arizona). En él escribía sobre las cualidades ideales de una actriz y lo que las chicas podían hacer para desarrollarlas.
Recibió un torrente de cartas de lectores, muchas de ellas de chicas que preguntaban: "Debo saber montar a caballo?" y "Debo saber nadar?". En respuesta, Michelena describió en la columna cómo esas habilidades eran útiles para una actriz de cine, pero no absolutamente necesarias; dijo que "son accesorios, más que la sustancia de la cosa ... Aconsejaría a todas las chicas que entran en el mundo del cine que aprendieran a montar a caballo, a nadar y a hacer todo lo demás, pero que se dieran cuenta de su subordinación al aspecto realmente artístico de la profesión".
El 7 de mayo de 1916, Michelena escribió para advertir a las chicas que deseaban la fama en la gran pantalla de que muchas como ellas acababan "con el espíritu destrozado", con las expectativas hechas añicos. Les aconsejó que se quedaran en casa y evitaran la "amarga decepción" del cine. En julio, habló de algunos de los retos mentales específicos de la actuación:

"Hay un centenar de pequeñas peculiaridades que indexan el carácter de prácticamente todo tipo de persona, y es la eficacia con la que uno capta, comprende y utiliza estas peculiaridades lo que le convierte en un gran artista dramático .... La verdadera gran actriz ... no sólo debe reconocer los rasgos tal como los ve manifestados exteriormente, sino que también debe meterse bajo la piel y reconocer las condiciones de pensamiento o emoción que los originan. Luego, y ésta es la verdadera gran prueba de su talento, debe perderse de tal modo en esas condiciones de pensamiento y emoción, y sentir a través de ellas, que la imitación de sus manifestaciones externas le resulte natural y sin esfuerzo consciente".

Además de su columna, Michelena escribió artículos ocasionales destinados a un público más amplio. En octubre de 1916 escribió una serie de artículos sobre la historia de la industria de la imagen en movimiento, comenzando con un relato de la fotografía de acción de Eadweard Muybridge del caballo de carreras del gobernador Leland Stanford, llamado Occident. Definió esta imagen de alta velocidad como esencial para el desarrollo de las imágenes en movimiento.

## Michelena Studios

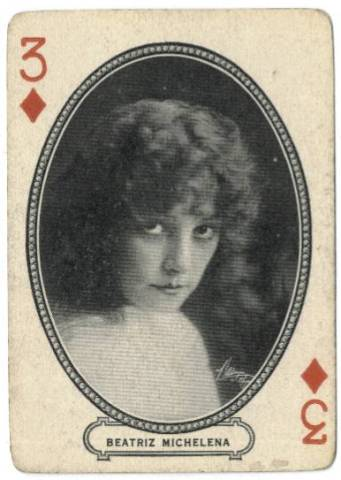
Michelena en un naipe

Middleton y Michelena compraron su empresa cinematográfica en quiebra por "unos pocos miles de dólares" en 1917 y la rebautizaron como Michelena Studios. Su nueva empresa se llamó Beatriz Michelena Features, y comenzó el rodaje de su siguiente largometraje, Just Squaw. El personaje principal de Michelena era una mujer blanca criada por indios americanos, una mujer que no se da cuenta de su herencia racial hasta que se enamora de un hombre blanco. La película se proyectó sólo una semana en San Francisco, en 191, y no dio beneficios.
El nuevo distribuidor de los cineastas, Robertson-Cole, fue incapaz de encontrar el mercado adecuado para Heart of Juanita y The Flame of Hellgate en 1920. El público estadounidense se había vuelto más sofisticado, pero los estudios Michelena seguían empleando sus técnicas de producción anteriores. Tras rodar The Flame of Hellgate, Middleton y Michelena dejaron de hacer películas. Ella volvió a cantar y él a vender coches. Se dice que se divorciaron a mediados de la década de 1920, aunque Middleton declaró en el censo estadounidense de 1930 que estaban casados. La unión no tuvo hijos.

## Retiro y últimos años
Tras dejar el cine, Michelena continuó con su carrera de cantante y realizó una gira por Latinoamérica (1927), donde fue muy bien recibida como parte de una compañía de 30 cantantes y bailarines que interpretaban las óperas Carmen y Madama Butterfly. El San Francisco Chronicle informó de que se trataba de "la primera invasión de esos países por parte de una estrella de la ópera estadounidense en representaciones de repertorio". Posteriormente, se retiró del canto y regresó a San Rafael para vivir cerca de su antiguo estudio cinematográfico. Entre 1937 y 1941, vendió 10 de las 26 parcelas inmobiliarias que habían formado su estudio. El 10 de octubre de 1942, tras una operación quirúrgica en San Francisco, falleció a la edad de 52 años. Le sobrevivieron su hermana Vera Michelena y su exesposo George Middleton.

## Legado
Las instalaciones de los estudios Michelena Features en San Rafael permanecieron vacías durante la década de 1920, con su solitaria cámara de ladrillo revestida de metal que albergaba todas las películas de nitrato de la empresa, incluidas las primeras rodadas por CMPC. En 1931, unos niños que jugaban con un petardo en el solar abandonado prendieron fuego espectacularmente a la cámara acorazada y a todo su contenido inflamable. Todas las copias conocidas de las películas de Michelena quedaron destruidas, una pérdida que Middleton estimó en $200,000; con un valor de unos $4 millones en la actualidad. En 1996, se encontró en Australia una copia en nitrato de Salomy Jane, de 82 años de antigüedad, que fue enviada a la Biblioteca del Congreso para su conservación. En 2002, el presidente George W. Bush proclamó el Mes Nacional de la Herencia Hispana y la incluyó entre los actores latinos más influyentes de Estados Unidos. En 2008, se editó una nueva copia de Salomy Jane para su distribución limitada.

## Filmografía

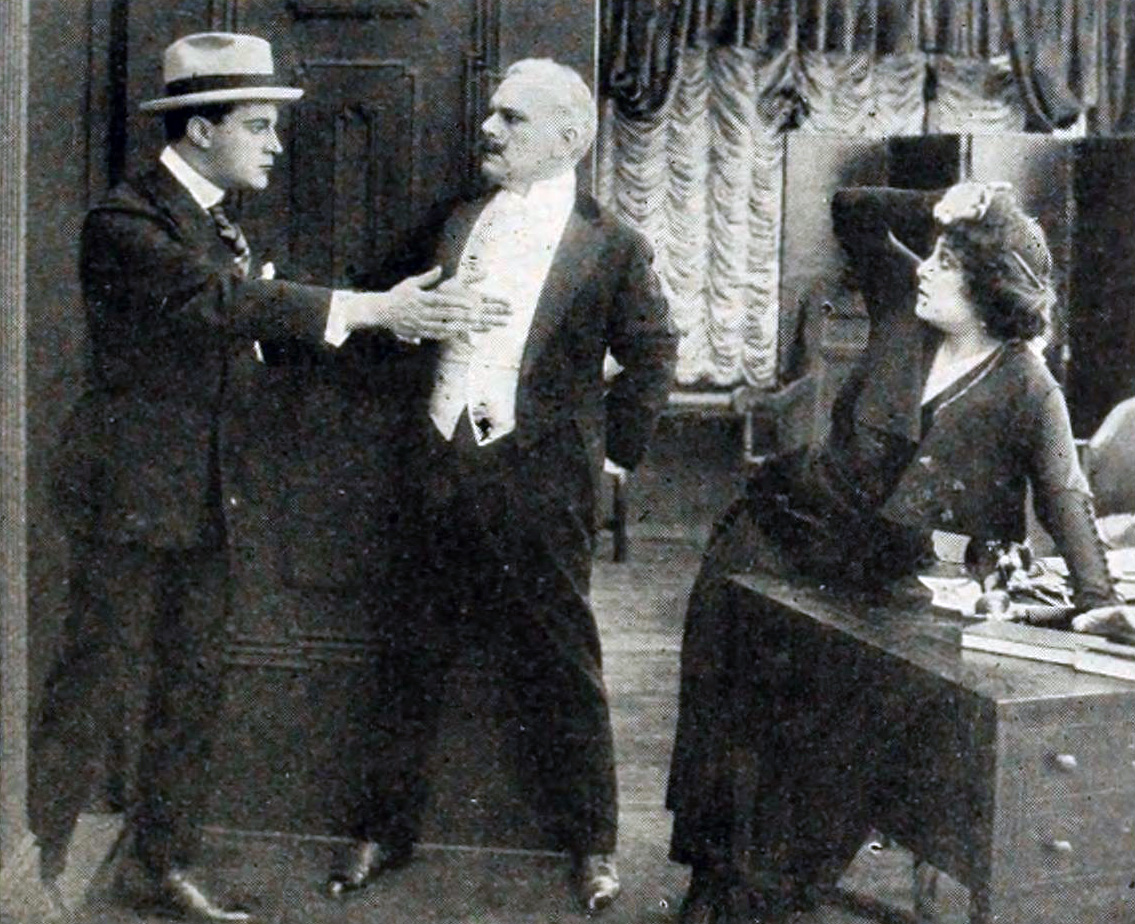
The Woman Who Dared (1916)

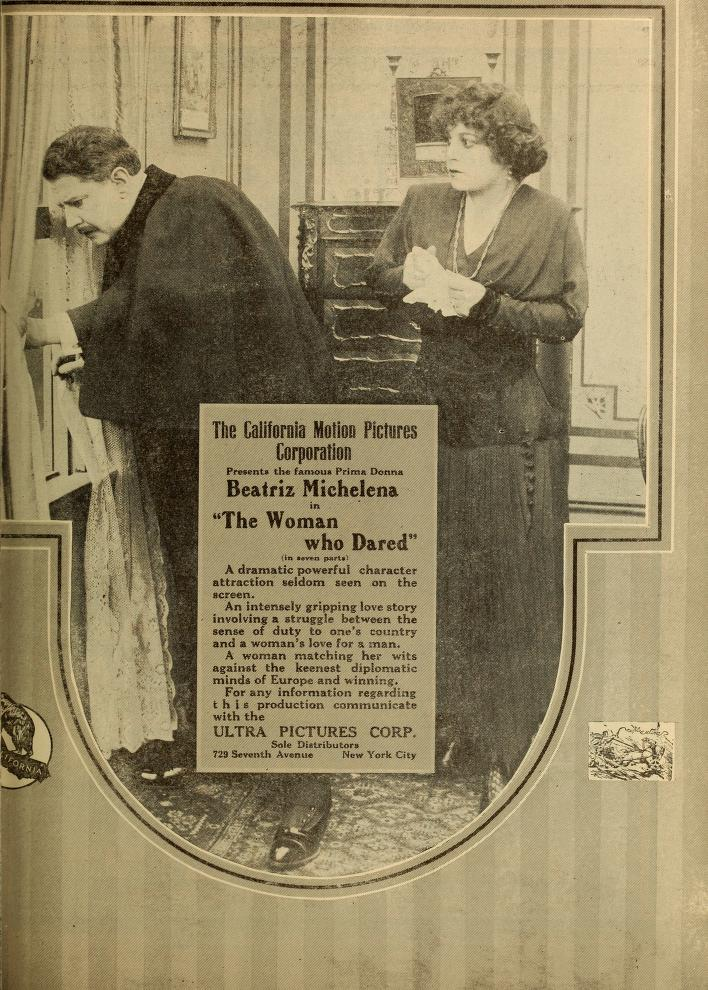
The Woman Who Dared (1916)

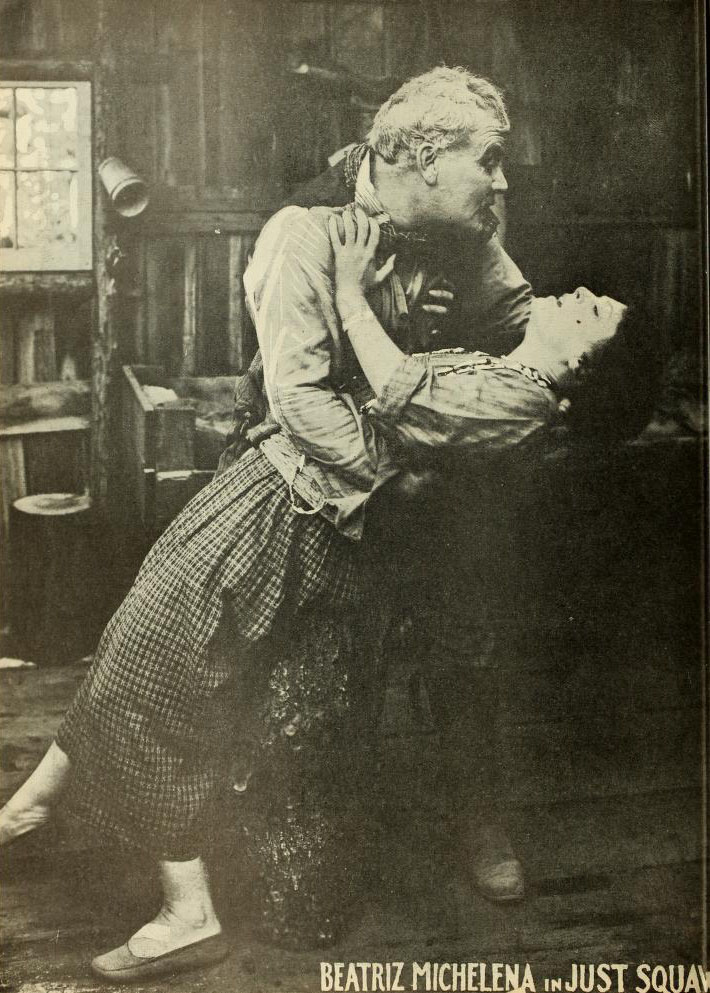
En Just Squaw (1919)

| Año  | Película                          | Papel                     | Otras notas                                                                                         |
| ---- | --------------------------------- | ------------------------- | --------------------------------------------------------------------------------------------------- |
| 1914 | Salomy Jane                       | Salomy Jane Clay          | Michelena se lesionó haciendo sus acrobacias                                                        |
| 1914 | Mrs. Wiggs of the Cabbage Patch   | Lovey Mary                | |
| 1915 | Mignon                            | Mignon                    | a partir de tres poemas de Bret Harte; Charles Kenyon escribió el escenario                         |
| 1915 | The Lily of Poverty Flat          | Lily Folinsbee            | |
| 1915 | A Phyllis of the Sierras          | Minty Sharpe              | de un cuento de Bret Harte                                                                          |
| 1915 | Salvation Nell (película de 1915) | Nell Saunders             | basada en la obra de Edward Sheldon del mismo nombre, película perdida                              |
| 1915 | The Rose of the Misty Pool        | Rose                      | Charles Kenyon escribió el escenario                                                                |
| 1916 | The Unwritten Law                 | Kate Wilson               | |
| 1916 | The Woman Who Dared               | Princess Beatrix de Rohan | |
| 1919 | Just Squaw                        | Fawn                      | Sólo cuatro de las cinco bobinas sobreviven hoy en la Biblioteca del Congreso.                      |
| 1919 | The Price Woman Pays              | Margueritee               | |
| 1920 | Heart of Juanita                  | Juanita                   | Michelena produjo esta película, rodada por primera vez en 1916 con el título de The Passion Flower |
| 1920 | The Flame of Hellgate             | Star Dowell               | |